# Minnewali Chafisowitsch Galijew
Minnewali Chafisowitsch Galijew (russisch Минневали Хафизович Галиев; * 7. Mai 1930; † 28. Dezember 2016 in Jaroslawl) war ein sowjetischer Skilangläufer.
Galijew nahm an den Olympischen Winterspielen 1956 in Cortina d’Ampezzo teil. Dabei errang er den 18. Platz über 15 km. Im Jahr 1959 wurde er sowjetischer Meister über 15 km. Zudem errang er bei sowjetischen Meisterschaften 1957 den dritten Platz mit der Staffel und im Jahr 1958 den dritten Platz über 30 km. Nach seiner Karriere war er in Jaroslawl als Trainer tätig.